# Felidae (romance)
Felidae é um romance policial envolvendo gatos como personagens. Foi escrito em 1989 pelo alemão Akif Pirinçci e publicado pela  Wilhem Goldmann Verlag. O livro deu origem a um filme animado de mesmo nome, lançado na Alemanha em 1994, além de diversas continuações que formaram posteriormente uma série. Felidae tornou-se um best seller na Alemanha, com mais de 7000 cópias vendidas pouco após seu lançamento. O sucesso do livro expandiu-se para milhões de vendas por todo o mundo.